# Bình Xa
Bình Xa là một xã thuộc tỉnh Tuyên Quang, Việt Nam.
Xã Bình Xa có diện tích 26,68 km², dân số năm 1999 là 5906 người, mật độ dân số đạt 221 người/km².
Xã nằm về phía đông nam của Huyện Hàm yên.Phía Bắc giáp xã Tân Thành, phía Tây giáp Xã Thái Sơn, phía đông Bắc giáp xã Minh Hương, phía Đông Nam giáp với xã Yên Nguyên (Chiêm Hoá) phía nam giáp xã Chiêu Yên (Yên Sơn)
Giao thông: đường tỉnh 276 cắt qua địa phận Làng Bợ và Thôn Tân Bình, Đường Huyện lộ Bình xa- Tân Thành, Bình xa- Minh Hương.
Giáo dục: 1 trường mần non, 1 trường tiểu học và 1 trường trung học
Đơn vị hành chính:gồm các thôn (Bợ1, Bợ2, Tân Bình 1, Tân Bình 2, Đồng cỏm 1, đồng Cỏm2, Thôn yên bình, đồng chùa,Thôn đo, làng Rịa, Thọ bình, Nam ninh , Thác lường, Đèo Ảng...
Dân tộc: Kinh, Dao, Tày, Nùng, Hoa, Mông